# Homalenotus remyi
Homalenotus remyi is een hooiwagen uit de familie Sclerosomatidae.